# Koninklijke Fanfare De Ware Vrienden der Eendracht
De Koninklijke Fanfare 'De Ware Vrienden der Eendracht' is een fanfareorkest uit Malderen, deelgemeente van Londerzeel. De fanfare, die werd opgericht in 1856, is het predicaat Koninklijk verleend.
De fanfare behaalde verschillende prijzen tijdens wedstrijden, maar de eerste grote successen kwamen onder leiding van dirigent Frans Dierickx. Het orkest vestigde zich in ereafdeling van de Koninklijk Muziekverbond van België en kon dit later nog een paar keer bevestigen. Samen met dirigent Jan De Bondt, die het orkest 25 jaar dirigeerde, groeide het orkest verder. Naast de fanfare is er een jeugdfanfare, instaporkest en slagwerkensemble. 
Erwin Pallemans heeft sinds 2022 de leiding. Hij is ook dirigent bij het Mechels Harmonieorkest en Brass Band Borderbrass. Als gastdirigent doet hij play-ins bij Vlamo en hij is jurylid van HaFaBra, conservatoria en diverse muziekacademies.

## Dirigenten
- 1968-1993: Frans Dierickx
- 1993-2022: Jan De Bondt
- 2022-heden: Erwin Pallemans

## Publicaties
- M. Van Doren: Koninklijke Fanfare De Ware Vrienden der Eendracht Malderen 1856-1992, Londerzeel, 1992, 470 blz.